# 271-я стрелковая дивизия
271-я стрелковая дивизия — воинское соединение Вооружённых сил СССР в Великой Отечественной войне. Период боевых действий: с 20 августа 1941 года по 11 мая 1945 года.

## История
Дивизия сформирована 16 июля 1941 года в городе Мценск Орловском военном округе.

### Участие вКрымской оборонительной операции
14 августа на базе 9-го отдельного стрелкового корпуса формируется 51-я Отдельная армия на правах фронта с оперативным подчинением ей Черноморского флота. Изменяется состав 9-го стрелкового корпуса: 106-я сд, 156-я сд и прибывшая 271-я сд (командир полковник М. А. Титов, комиссар старший батальонный комиссар П. Г. Гнилуша).
К 14 августа 1941 года прибыла в Крым, заняла позиции в районе Симферополя с целью препятствования высадке десантов, силами двух батальонов, а основные подразделения дивизии на 20 августа 1941 находились в Джанкое, в резерве армии, составляя второй эшелон корпуса.
21 августа Военный совет 51-й Отдельный армии потребовал от командиров дивизий к исходу дня обеспечить готовность обороны перешейков. Военный совет предупредил войска: занятые позиции должны быть удержаны во что бы то ни стало — Перекоп, к которому рвался враг, является первым и главным рубежом обороны Крыма.
12 сентября 1941 года приняла первый бой на дороге Чаплинка — Армянск, где боевое охранение столкнулось с противником. На 21 сентября 1941 года входила в состав резервной оперативной группы с задачей контрударов на Евпаторийском направлении. С 26 сентября 1941 года участвовала в контрударе мобильной группы на окраине Армянска. В ходе боёв город несколько раз переходил из рук в руки, но остался за немецкими частями.
Затем принимала участие в боях на Ишуньских позициях, в сентябре заняла дефиле между озёрами Киятское и Красное. На тот момент в её полках личного состава осталось не больше чем в полнокровном батальоне, а артиллерия почти вся погибла. На этом участке 29 сентября 1941 года дивизия отбила наступление противника. Вплоть до 26 октября 1941 года занимала оборону на вверенном рубеже. 30 и 31 октября 1941 года вела оборонительные бои на рубеже реки Салгир, юго-восточнее Джанкоя. Далее отступала на восток, на Керченский полуостров вместе с другими частями 51-й армии.

### Участие вКерченско-Феодосийской десантной операциииКерченской оборонительной операции
К 16 ноября 1941, после арьергардных боёв на Керченском полуострове остатки были эвакуированы на Таманский полуостров. Дивизия была фактически уничтожена, остатки личного состава направлены на формирование какой-то из следующих соединений: 77-я стрелковая дивизия, 138-я стрелковая дивизия, 156-я стрелковая дивизия, 157-я стрелковая дивизия, 236-я стрелковая дивизия, 302-я стрелковая дивизия, а сама дивизия восстановлена в Северо-Кавказском военном округе.
В марте 1942 года переброшена в Крым, где уже в ходе Керченско-Феодосийской десантной операции советские войска закрепились на полуострове. После позиционных боёв февраля-апреля на Парчакском перешейке фронт стабилизировался. Утром 10 мая 1942 сменила на позициях подразделения 77-й горнострелковой дивизии, попала под первый удар в ходе операции немецких и румынских войск «Охота на дроф» и была полностью уничтожена.
Однако дивизия была вновь была восстановлена в Северо-Кавказском военном округе, что даёт основания предполагать эвакуацию штаба дивизии со знаменем на Таманский полуостров. Таким образом, дивизия дважды восстанавливалась, будучи уничтоженной, однако под тем же номером и формированием.
05 августа 1942 года для формирования дивизия передислоцировалась в станицу Змеевская Орджоникидзевского края, до 09 августа дивизия в основном сформировала 3 стрелковых полка частично артиллерийского и учебного батальона.
09 августа выполняя приказ Наркома Обороны дивизия маршем в походном порядке выступила в Орджоникидзе и далее по военно-Грузинской дороге до станции Мцхети, где произведена погрузка и далее следуя по ж/д дивизия 20 августа прибыла в г. Куба для прохождения дальнейшего формирования и прохождения учёбы

### Участие вБитве за Кавказ
С ноября 1942 года занимала рубеж на реке Терек в районе Малгобека, где в течение декабря вела оборонительные бои. К 25 декабря дивизия сосредоточилась и заняла оборону в районе станции Ищерская, прикрывая правый фланг северной группировки Северо-Кавказского Фронта на участке Кривоносов, св. Терек, раз. Голугаевский. С 09.00 01 января 1943 года после артиллерийской подготовки дивизия войдя в непосредственное соприкосновение с противником перешла к активным боевым действиям и в течение трех дней вела наступательные операции и к исходу 03 января сломив окончательное сопротивление противника и овладев населенными пунктами: Ага-Батырь, Кизылов, Башкирский, Михайловский, Ставский, Чугуево, свх. Большевик и им. Карла Маркса. 05 января вошла в Курскую, откуда перешла к преследованию противника. 6 января 1943 года освободила северо-восточную часть Прохладненского района КБАССР. 04 февраля в составе 44 армии продолжает преследовать отходящего противника и отражая его частые контратаки 271 сд пытается ночной атакой овладеть районом Николаевский, Дачный была контратакована группой 12 танков и до батальона пехоты, понеся значительные потери в людском составе, отошла на предыдущий рубеж обороны. Перед фронтом дивизии участвует 5-я танковая дивизия СС «Викинг». Затем участвует в Ростовской наступательной операции, в ходе которой с 14 февраля 1943 года наступает в направлении Мясниковского района, ведёт бои в районе Хапры и на северной окраине хутора Калинин, затем в районе Недвиговка, Весёлый, 16 февраля 1943 года освободила село Чалтырь. К 18 февраля 1943 вышла на рубеж Рясный, левый берег реки Самбек, где держала оборону до июля 1943 года, затем участвует в Донбасской операции в ходе которой принимает участие в освобождении городов Чистяково 02.09.1943 и Горловки 04.09.1943.
В составе
После операции выведена в резерв, в ноябре 1943 года направлена на 1-й Украинский фронт, где принимая участие в Житомирско-Бердичевской операции, затем, в ходе Проскуровско-Черновицкой операции передана в составе корпуса в 1-ю танковую армию, перед которой была поставлена задача освобождения Черновиц и завершения окружения 1-й танковой армии вермахта в районе Каменец-Подольска. Дивизия действовала во втором эшелоне наступления, вслед за механизированными частями, обороняя фланги и удерживая территорию прорыва. К 28 марта 1944 года сменила части 1-й гвардейской танковой бригады в районе Коломыи. К 31 марта 1944 года дивизия перешла к обороне на рубеже Битков, Яремча, Яблонов, в апреле вела тяжёлые оборонительные бои с группировкой врага, пытающейся пробиться к окружённой группе.
В ходе Львовско-Сандомирской операции наступала из района Коломыя в направлении на Ясень.
В октябре 1944 года принимает участие в Восточно-Карпатской операции, была направлена по направлению к дороге Львов — Ужгород, подверглась с тыла мощному удару вражеской группировки, выходящей к Карпатам, попала в окружение, через четыре дня вышла из него, после чего находилась в резерве фронта.
C 18.01.1945 года принимает участие в Западно-Карпатской операции на 19.01.1945 года ведёт наступление на Решов, Яновце, Бартошовце, Гертник, Шибав, 12.02.1945 года приняла участие в освобождении города Бельско-Бялы, затем, выйдя Моравско-Остравскому промышленному району, перешла к обороне.
С 15 апреля 1945 года участвует в Моравско-Остравской наступательной операции, 17 апреля 1945 приняла участие в освобождении Краверже и переправилась через Опаву, заняла селение Дворишко. Продолжая наступление, закончила боевые действия участием в Пражской операции приняв участие 8 мая 1945 в освобождении города Оломоуц.
После окончания боевых действий участвовала в боях с УПА.

## Полное название
271-я стрелковая Горловская Краснознамённая ордена Богдана Хмельницкого дивизия

## Состав
- 865-й стрелковый полк
- 867-й стрелковый полк
- 869-й стрелковый полк
- 850-й артиллерийский полк
- 351-й отдельный истребительно-противотанковый дивизион
- 370-я отдельная разведывательная рота
- 566-й отдельный сапёрный батальон
- 746-й отдельный батальон связи (253-я отдельная рота связи)
- 314-й медико-санитарный батальон
- 379-я отдельная рота химической защиты
- 441-я автотранспортная рота (741-я автотранспортная рота)
- 115-я полевая хлебопекарня (398-я полевая хлебопекарня)
- 654-й дивизионный ветеринарный лазарет
- 2141-я полевая почтовая станция (958-я полевая почтовая станция)
- 580-я полевая касса Госбанка (842-я полевая касса Госбанка)[4]

## Подчинение
| Дата            | Фронт (округ)                   | Армия                 | Корпус (группа)         | Примечания                                                              |
| --------------- | ------------------------------- | --------------------- | ----------------------- | ----------------------------------------------------------------------- |
| 01.08.1941 года | Орловский военный округ         | -                     | -                       | -                                                                       |
| 01.09.1941 года | -                               | 51-я армия            | 9-й стрелковый корпус ¹ | c 14.08.1941 (по сведениям из боевого состава РККА в корпус не входила) |
| 01.10.1941 года | -                               | 51-я армия            | -                       | -                                                                       |
| 01.11.1941 года | Войска Крыма                    | -                     | -                       | в распоряжении командующего                                             |
| 01.12.1941 года | Закавказский фронт              | 51-я армия            | -                       | -                                                                       |
| 01.01.1942 года | Северо-Кавказский военный округ | -                     | -                       | -                                                                       |
| 01.02.1942 года | Северо-Кавказский военный округ | -                     | -                       | -                                                                       |
| 01.03.1942 года | Северо-Кавказский военный округ | -                     | -                       | -                                                                       |
| 01.04.1942 года | Крымский фронт                  | 47-я армия            | -                       | -                                                                       |
| 01.05.1942 года | Крымский фронт                  | 47-я армия            | -                       | -                                                                       |
| 01.06.1942 года | -                               | -                     | -                       | -                                                                       |
| 01.07.1942 года | -                               | -                     | -                       | -                                                                       |
| 01.08.1942 года | Северо-Кавказский военный округ | -                     | -                       | -                                                                       |
| 01.09.1942 года | Закавказский фронт              | -                     | -                       | во фронтовом подчинении                                                 |
| 01.10.1942 года | Закавказский фронт              | 58-я армия            | -                       | в составе Северной группы войск                                         |
| 01.11.1942 года | Закавказский фронт              | 58-я армия            | -                       | в составе Северной группы войск                                         |
| 01.12.1942 года | Закавказский фронт              | 58-я армия            | -                       | в составе Северной группы войск                                         |
| 01.01.1943 года | Закавказский фронт              | 44-я армия            | -                       | в составе Северной группы войск                                         |
| 01.02.1943 года | Северо-Кавказский фронт         | 44-я армия            | -                       | -                                                                       |
| 01.03.1943 года | Южный фронт                     | 44-я армия            | -                       | -                                                                       |
| 01.04.1943 года | Южный фронт                     | 44-я армия            | -                       | -                                                                       |
| 01.05.1943 года | Южный фронт                     | 44-я армия            | -                       | -                                                                       |
| 01.06.1943 года | Южный фронт                     | 28-я армия            | -                       | -                                                                       |
| 01.07.1943 года | Южный фронт                     | 28-я армия            | 55-й стрелковый корпус  | -                                                                       |
| 01.08.1943 года | Южный фронт                     | 28-я армия            | 37-й стрелковый корпус  | -                                                                       |
| 01.09.1943 года | Южный фронт                     | 5-я ударная армия     | -                       | -                                                                       |
| 01.10.1943 года | Резерв Ставки ВГК               | 58-я армия            | 67-й стрелковый корпус  | -                                                                       |
| 01.11.1943 года | Резерв Ставки ВГК               | 58-я армия            | 94-й стрелковый корпус  | -                                                                       |
| 01.12.1943 года | 1-й Украинский фронт            | 1-я гвардейская армия | 107-й стрелковый корпус | -                                                                       |
| 01.01.1944 года | 1-й Украинский фронт            | 1-я гвардейская армия | 11-й стрелковый корпус  | -                                                                       |
| 01.02.1944 года | 1-й Украинский фронт            | 1-я гвардейская армия | 11-й стрелковый корпус  |                                                                         |
| 01.03.1944 года | 1-й Украинский фронт            | 18-я армия            | 11-й стрелковый корпус  | -                                                                       |
| 01.04.1944 года | 1-й Украинский фронт            | 1-я танковая армия    | 11-й стрелковый корпус  | -                                                                       |
| 01.05.1944 года | 1-й Украинский фронт            | 18-я армия            | 11-й стрелковый корпус  | -                                                                       |
| 01.06.1944 года | 1-й Украинский фронт            | 18-я армия            | 11-й стрелковый корпус  | -                                                                       |
| 01.07.1944 года | 1-й Украинский фронт            | 18-я армия            | 11-й стрелковый корпус  | -                                                                       |
| 01.08.1944 года | 1-й Украинский фронт            | 18-я армия            | 11-й стрелковый корпус  | -                                                                       |
| 01.09.1944 года | 4-й Украинский фронт            | 18-я армия            | 11-й стрелковый корпус  | с 05.08.1944 года                                                       |
| 01.10.1944 года | 4-й Украинский фронт            | 1-я гвардейская армия | 11-й стрелковый корпус  | -                                                                       |
| 01.11.1944 года | 4-й Украинский фронт            | 1-я гвардейская армия | 11-й стрелковый корпус  | -                                                                       |
| 01.12.1944 года | 4-й Украинский фронт            | 1-я гвардейская армия | -                       | -                                                                       |
| 01.01.1945 года | 4-й Украинский фронт            | 1-я гвардейская армия | -                       | -                                                                       |
| 01.02.1945 года | 4-й Украинский фронт            | 1-я гвардейская армия | 11-й стрелковый корпус  | -                                                                       |
| 01.03.1945 года | 4-й Украинский фронт            | 38-я армия            | 95-й стрелковый корпус  | -                                                                       |
| 01.04.1945 года | 4-й Украинский фронт            | 38-я армия            | 95-й стрелковый корпус  | -                                                                       |
| 01.05.1945 года | 4-й Украинский фронт            | 38-я армия            | 11-й стрелковый корпус  | -                                                                       |

## Командование

### Командиры
- Буренин, Иван Николаевич (10.07.1941 — 08.09.1941), комбриг;
- Титов, Матвей Алексеевич (09.09.1941 — 05.10.1941), полковник;
- Торопцев, Иван Григорьевич (06.10.1941 — ??.11.1941), полковник;
- Куропатенко, Дмитрий Семёнович (??.11.1941 — ??.11.1941), полковник;
- Торопцев, Иван Григорьевич (??.11.1941 — 02.08.1942), полковник;
- Малыгин, Михаил Михайлович (3.08.1942 — 14.02.1943), полковник (погиб, похоронен в г. Азов)
- Пашков, Илья Михайлович (15.02.1943 — 08.04.1943), полковник;
- Говоров, Иван Павлович (09.04.1943 — 24.12.1943), полковник;
- Лемантович, Виктор Маркович (25.12.1943 — 29.04.1944), полковник;
- Шашко, Яков Степанович (30.04.1944 — 05.08.1944), полковник;
- Стариков, Иван Леонтьевич (06.08.1944 — 10.08.1944), полковник;
- Моложаев, Василий Николаевич (11.08.1944 — 06.11.1944), генерал-майор;
- Хомич, Иван Фёдорович (07.11.1944 — 11.05.1945), полковник.

### Начальники штаба
- Куропатенко, Дмитрий Семёнович (??.07.1941 — ??.01.1942), полковник

## Награды и наименования
| Награда (наименование)                | Дата       | За что награждена |
| ------------------------------------- | ---------- | --- |
| Горловская                            | 08.09.1943 | почётное наименование присвоено приказом Верховного Главнокомандующего от 8 сентября 1943 года в ознаменование одержанной победы и отличие в боях за Донбасс. |
| Орден Красного Знамени                | 03.04.1944 | награждена указом Президиума Верховного Совета СССР от 3 апреля 1944 года за образцовое выполнение заданий командования в боях при освобождении городов Проскурова, Каменец-Подольска, Черткова, Гусятина, Залещики и проявленные при этом доблесть и мужество.              |
| Орден Богдана Хмельницкого II степени | 18.04.1944 | награждена указом Президиума Верховного Совета СССР от 18 апреля 1944 года за образцовое выполнение заданий командования в боях с немецкими захватчиками в предгорьях Карпат, выход на нашу юго-западную государственную границу и проявленные при этом доблесть и мужество; |

Награды частей дивизии:
- 865 -й стрелковый Карпатский[7] Краснознаменный[8] орденов Суворова[9] и Богдана Хмельницкого[10] полк
- 867-й стрелковый Прикарпатский[11] Краснознаменный[8] ордена Суворова[12] полк
- 869-й стрелковый Краснознаменный[8] ордена Кутузова[12] полк
- 850-й артиллерийский орденов Кутузова[13] и Александра Невского[8] полк
- 351-й отдельный истребительно-противотанковый ордена Богдана Хмельницкого[14] дивизион
- 746-й отдельный сапёрный ордена Богдана Хмельницкого[8] батальон
- 746-й отдельный ордена Богдана Хмельницкого[8] батальон связи
- отдельный пулемётный Краснознаменный[15] батальон

## Отличившиеся воины дивизии
| Награда | Ф. И. О.                      | Должность                                                              | Звание           | Дата награждения                 | Примечания |
| ------- | ----------------------------- | ---------------------------------------------------------------------- | ---------------- | -------------------------------- | --- |
|         | Коваленко, Павел Васильевич   | Командир стрелкового отделения 3-го батальона 865-го стрелкового полка | старший сержант. | 30.11.1943 30.06.1944 24.03.1945 | Указом Президиума Верховного Совета СССР от 11.03.1949 лишён орденов 2-й и 3-й степени, а позднее 1-й степени. Осуждён за измену Родине. |
|         | Лепихов, Иван Константинович  | Командир расчёта 82-миллиметрового миномёта 867-го стрелкового полка   | старший сержант. | 10.04.1944 04.09.1944 29.06.1945 | |
|         | Тышкевич, Владимир Николаевич | Стрелок стрелковой роты 867-го стрелкового полка                       | рядовой ефрейтор | 15.10.1944 25.10.1944 01.06.1945 | 25.10.1944 повторно награждён орденом 3 степени. Перенаграждён орденом 1 степени 22.04.1969                                              |

## Память
- Надгробная плита командира пулемётного батальона капитана И. Ф. Баранова в Горловке
- Мемориальный ансамбль на Саур-Могиле